# 神戸で死ねたら
「神戸で死ねたら」（こうべでしねたら）は、1970年7月に発売された西田佐知子のシングルレコードである。発売元はポリドール・レコード（現：ユニバーサルミュージック）。品番：DR-1518。

## 解説
表題曲「神戸で死ねたら」は、神戸を舞台にした歌謡曲。演奏は、ポリドール・オーケストラ。
作曲はA面・B面楽曲とも、前年に「禁じられた恋」（歌唱: 森山良子）や「愛の化石」（歌唱: 浅丘ルリ子）を手がけた三木たかしによる。

## 収録曲
1. 神戸で死ねたら
  - 作詞: 橋本淳、作曲・編曲: 三木たかし
2. 愛は罪のように
  - 作詞: 橋本淳、作曲・編曲: 三木たかし

## 収録作品
神戸で死ねたら
- 西田佐知子全曲集（1999年、POCH-1842）
- GOLDEN☆BEST 西田佐知子（2003年、UICZ-6041）
- 西田佐知子歌謡大全集（2007年、UPCY-9096/100）
- 初めての街で 〜西田佐知子ベストセレクション〜（2009年、UPCY-6543）